# Saison 2018 des Astros de Houston
La saison 2018 des Astros de Houston est la 57e saison en Ligue majeure de baseball pour cette franchise et sa 6e en Ligue américaine.
Les Astros débutent la saison 2018 en tant que champions en titre de la Ligue américaine et pour la première fois champions en titre du baseball majeur, à la suite de leur triomphe en Série mondiale 2017.

## Saison régulière

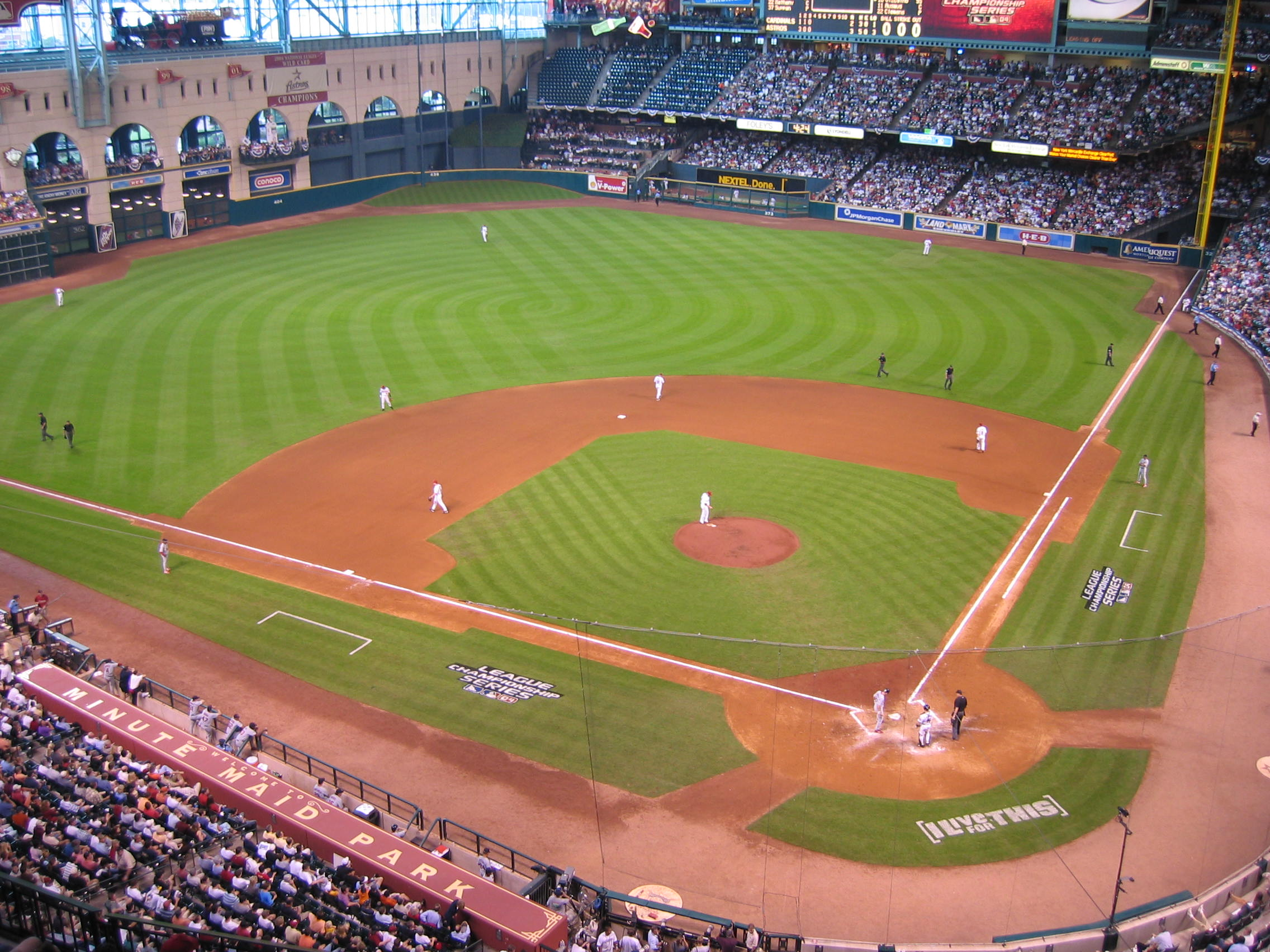
Minute Maid Park de Houston

La saison régulière de 162 matchs des Astros débute le 29 mars par une visite aux Rangers du Texas et se termine le 30 septembre suivant. Le match local d'ouverture au Minute Maid Park de Houston est programmé pour le 2 avril face aux Orioles de Baltimore.

### Classement
| Ligue américaine division Ouest | V   | D  | %    | Diff. | Diff. (élim.) |
| ------------------------------- | --- | -- | ---- | ----- | ------------- |
| Astros de Houston               | 103 | 59 | ,636 | -     | -             |
| Athletics d'Oakland             | 97  | 65 | ,599 | 6     | -             |
| Mariners de Seattle             | 89  | 73 | ,549 | 14    | -             |
| Angels de Los Angeles           | 80  | 82 | ,494 | 23    | -             |
| Rangers du Texas                | 67  | 95 | ,414 | 36    | -             |